# Claudio Dalla Zuanna

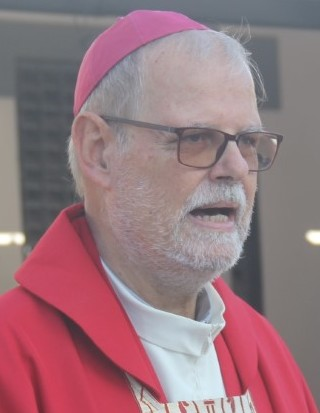
Claudio Dalla Zuanna (2022)

Wappen von Claudio Dalla Zuanna

Claudio Dalla Zuanna SCI (* 7. November 1958 in Buenos Aires) ist Erzbischof von Beira.

## Leben
Claudio Dalla Zuanna trat der Ordensgemeinschaft der Dehonianer am 29. September 1978 bei, legte die ewige Profess am 24. April 1982 ab und empfing am 23. Juni 1984 die Priesterweihe. Papst Benedikt XVI. ernannte ihn am 29. Juni 2012 zum Erzbischof von Beira.
Die Bischofsweihe wurde ihm durch den Bischof von Xai-Xai, Lucio Andrice Muandula, am 7. Oktober 2012 gespendet; Mitkonsekratoren waren Jaime Pedro Gonçalves, Alterzbischof von Beira, und Francisco Chimoio OFMCap, Erzbischof von Maputo.